# Andrachne ephemera
Andrachne ephemera är en emblikaväxtart som beskrevs av Michael George Gilbert. Andrachne ephemera ingår i släktet Andrachne och familjen emblikaväxter.
Artens utbredningsområde är Etiopien. Inga underarter finns listade i Catalogue of Life.